# O'Koyea Dickson
Pour les articles homonymes, voir Dickson.
O'Koyea Dickson (né le 9 février 1990 à San Francisco, Californie, États-Unis) est un américain, joueur professionnel évoluant actuellement aux postes de premier but et de champ extérieur au sein des Washington Nationals de la Ligue majeure de baseball.

## Carrière
Joueur des Seawolves de l'université Sonoma State, O'Koyea Dickson est choisi par les Dodgers de Los Angeles au 12e tour de sélection du repêchage amateur de 2011.
Il fait ses débuts dans le baseball majeur avec les Dodgers de Los Angeles le 2 septembre 2017, posté au champ gauche contre San Diego.